# Chakir El Homrani Lesfar
Chakir El Homrani Lesfar (Barcelona, 1979) és un sociòleg i polític català, que va ser conseller de Treball, Afers Socials i Família del Govern de la Generalitat de Catalunya del maig de 2018 al maig de 2021. Fill d'immigrants marroquins, té quatre germans. La seva infància la va viure al barri Mas Sauró de Barcelona. Va estudiar a l'escola Dolors Monserdà-Santapau de Sarrià i a l'institut Joan Boscà.

## Trajectòria
Veí del barri de Can Bassa de Granollers, és llicenciat en sociologia per la Universitat Autònoma de Barcelona. El 2004 va començar a militar a l'ERC de Granollers. Als 23 anys va ser nomenat secretari d'Organització de l'Avalot, la branca juvenil del sindicat UGT a Catalunya. Quatre anys més tard, el 2007, va ser escollit portaveu nacional de l'organització, rellevant Òscar Riu, càrrec que tindria durant quatre anys, per acabar sent rellevat el febrer de 2011 per Daniel García. Va treballar uns anys en el sector de l'aigua i del medi ambient, en l'àmbit de la Formació Professional i en el sector privat.
En les eleccions municipals de 2015, va ser elegit número tres de la llista ERC - Acció Granollers per Granollers, formació que va obtenir tres escons i El Homrani va esdevenir regidor. A proposta d'ERC, va ser elegit membre de la llista Junts pel Sí de cara a les eleccions al Parlament de Catalunya de 2015 com a cinquè candidat del partit republicà i va resultar número 15 de la llista en la demarcació de Barcelona. D'aquesta manera, fou elegit diputat al Parlament de Catalunya en l'onzena legislatura. Durant aquest període, va ser un dels diputats implicats en l'aprovació de la Renda Garantida de Ciutadania.
El 2018 també fou elegit diputat al Parlament de Catalunya en la dotzena legislatura com a part de la llista d'Esquerra Republicana de Catalunya. Ocupava la posició 21 en la llista per la circumscripció de Barcelona, encara que va renunciar a l'escó del parlament quan va ser nomenat conseller de Treball, Afers Socials i Família el 29 de maig de 2018, pel president de la Generalitat de Catalunya Quim Torra i Pla.
Amb l'esclat de la pandèmia de la COVID-19, el seu departament va perdre les competències d'atenció a les residències l'abril de 2020 en favor del Departament de Salut després que el virus haguessin causat fins aleshores més de 1.000 morts en aquests centres. A més, el Departament de Treball va haver de gestionar algunes de les ajudes pels col·lectius afectats pels tancaments dictats per pal·liar els contagis de la pandèmia. La seva gestió en aquest aspecte va causar la crítica dels partits de l'oposició, i el PSC i Catalunya en Comú van demanar la seva dimissió, sobretot després del col·lapse del formulari a través del qual els treballadors autònoms podien demanar una ajuda de 2.000 euros. El Homrani va demanar disculpes al col·lectiu i va acusar el govern espanyol de «rentar-se'n les mans».
Sota el seu mandat, s'ha activat el reglament de la renda garantida de ciutadania, el Pacte Nacional pels Drets de les Persones amb Discapacitat i el pla estratègic de serveis socials 2020-2024, i s'ha aprovat la Llei per a la Igualtat de tracte i la no-discriminació. Ara bé, no s'ha aprovat la Llei d'autonomia personal ni la de l'adaptació a l'envelliment.